# اندرو اندرسون، لرد اندرسون
اندرو اندرسون، لرد اندرسون (انگلیسی: Andrew Anderson, Lord Anderson؛ ۶ نوامبر ۱۸۶۲ – ۲۷ مه ۱۹۳۶ (۷۳ ساله)) وکیل دادگستری، قاضی، سیاستمدار، و بازیکن فوتبال اهل بریتانیا بود.
از باشگاه‌هایی که در آن بازی کرده‌است می‌توان به باشگاه فوتبال کویینز پارک اشاره کرد.